# Candillargues
Candillargues (okzitanisch: Candilhargues) ist eine französische Gemeinde im Département Hérault in der Region Okzitanien in Südfrankreich. Sie hat 2.102 Einwohner (Stand: 1. Januar 2022). Sie gehört zum Arrondissement Montpellier und zum Kanton Mauguio. Die Einwohner werden Candillarguois genannt.

## Geografie
Candillargues liegt etwa 15 Kilometer östlich von Montpellier in der Petite Camargue. Im Süden befindet sich die Mittelmeerlagune Étang de l’Or. Umgeben wird Candillargues von den Nachbargemeinden Lansargues im Norden und Osten, Mauguio im Süden und Osten sowie Mudaison im Nordwesten.

## Bevölkerungsentwicklung
| Jahr      | 1962 | 1968 | 1975 | 1982 | 1990 | 1999 | 2006 | 2017 |
| --------- | ---- | ---- | ---- | ---- | ---- | ---- | ---- | ---- |
| Einwohner | 286  | 311  | 292  | 476  | 687  | 1143 | 1241 | 1742 |

## Sehenswürdigkeiten

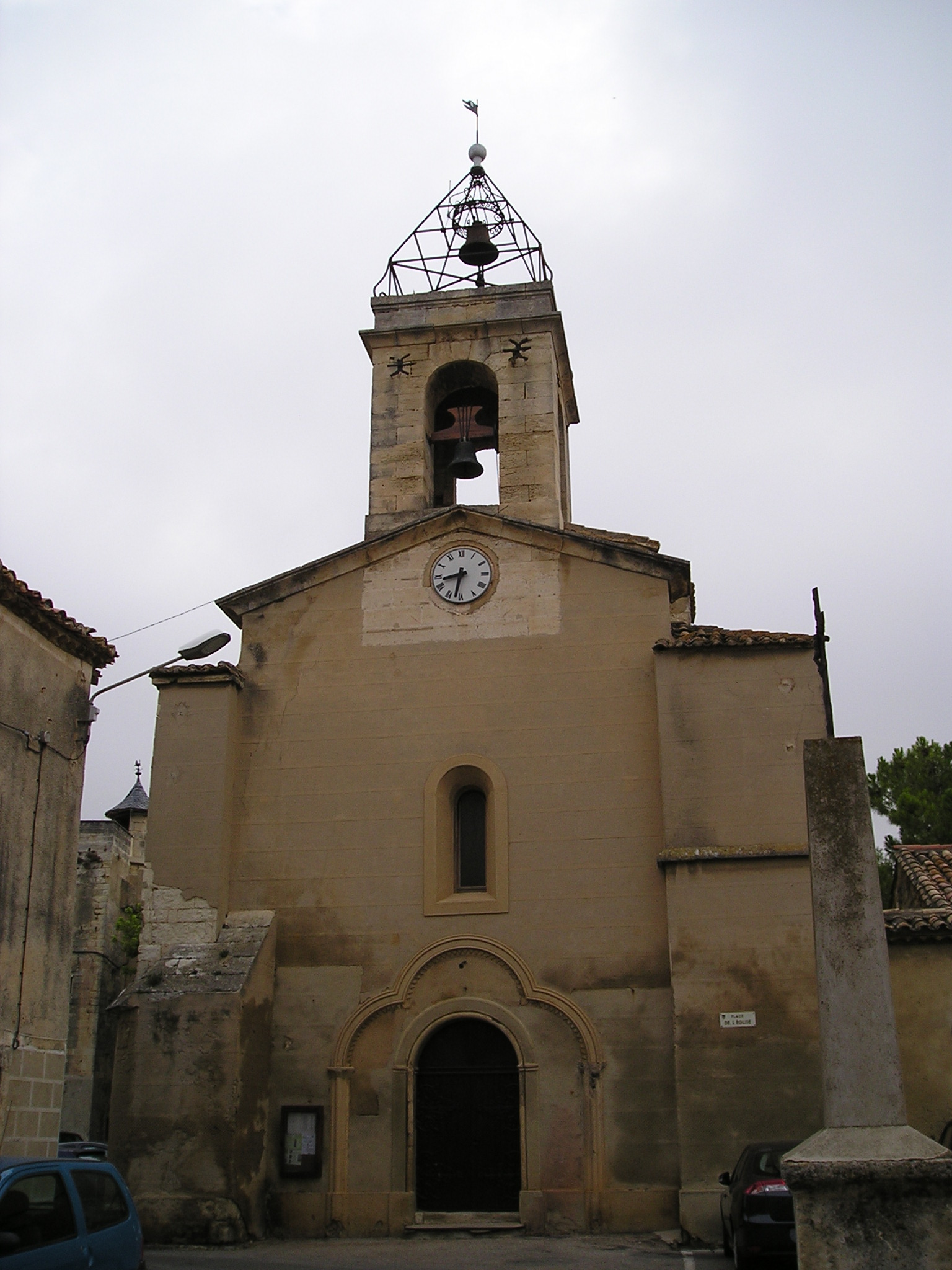
Kirche Saint-Blaise

- Kirche Saint-Blaise, im 12. Jahrhundert erbaut, Glockenturm aus dem Jahre 1648
- Schloss Candillargues, um 1635 erbaut